# Lucia Kupčíková
Lucia Kupčíková (Poprad, 28 agosto 1984) è un'ex cestista slovacca.

## Carriera
Con la Slovacchia ha disputato tre edizioni dei Campionati europei (2009, 2011, 2013).